# 白水湖 (西藏)
白水湖是一个位于中国西藏自治区日土县的湖泊，面积约为40平方千米。